# گربه‌های اشرافی
گربه‌های اشرافی (به انگلیسی: The Aristocats) یک فیلم پویانمایی تولیدشده و منتشرشده توسط شرکت والت دیزنی در سال ۱۹۷۰ میلادی است.

## خلاصهٔ داستان
در پاریس، فرانسه در سال ۱۹۱۰ زنی دارای یک گربهٔ مادر و چندین بچه‌گربه می‌باشد که در بهترین شرایط زندگی می‌کنند. وی علاوه بر این گربه‌ها خدمتکاری به نام ادگار نیز دارد و این اشخاص تنها کسانی می‌باشند که همراه وی هستند، وی با فراخواندن وکیلش و تنظیم وصیت‌نامه‌اش مبنی بر اعطای کل اموالش پس از مرگ به گربه‌ها و متوجه‌شدن این موضوع از سوی ادگار باعث می‌شود که ادگار به فکر نابودی گربه‌ها بیفتد و آنان را در شبی می‌دزد و به مکان دوردستی در بیرون از شهر می‌برد؛ این گربه‌ها پس از این درصدد بازگشت به پاریس و خانهٔ صاحبشان بر می‌آیند و در راه با گربهٔ نری به‌نام اومالی آشنا می‌شوند و با کمک او موفق به بازگشت به خانهٔ صاحبشان می‌شوند و در آخر ادگار هیچ چیزی نصیبش نمی‌شود و گربه‌ها همراه با گربه‌ای که همراهیشان کرده بود (اومالی) به زندگی با صاحبشان ادامه می‌دهند.